# Боковая (Пермский край)
Боковая — посёлок при станции в Добрянском районе Пермского края. Входит в состав Вильвенского сельского поселения.

## Географическое положение
Расположен к юго-западу от административного центра поселения, посёлка Вильва, и к северо-востоку от райцентра, города Добрянка. Одноимённая ж/д станция.

## Население
| 2010 |
| ---- |
| 206  |

## Улицы
- Дачная ул.
- Железнодорожная ул.
- Лесная ул.

## Топографические карты
- Лист карты O-40-54 Вильва. Масштаб: 1 : 100 000. Издание 1977 г.